# 島唄30
島唄30（しまうた）はオリンピアが発売した沖スロ。ストックタイプでパトロット搭載1号機。
使われているパトロットはその後発売された『南国育ち』や『ニュー島唄30』よりも大きなものが使用され、リール窓上の筐体の1/3近くを占めていた。

## 内部システム
一旦成立したビッグは必ずストックされ、その解除抽選はレギュラーボーナス成立時に行われる。レギュラー当選時に1/3で放出に当選するとレギュラーはストックされていたビッグに振り換えられ、2/3で非当選になるとそのままレギュラーが揃う。終了後は4/5でビッグの放出が継続され、1/5で放出終了に当選してしまうとレギュラーが揃ってしまう。つまりビッグが揃っている間は1ゲーム連チャンが保証され、レギュラーで終了する。また、連チャン時は必ず「CHANCEランプ」が点灯することになっていた。
ただし、こういうシステムを取っているためにかなりの割合で「ストック切れ」による放出終了が起こるので、大連チャンの後は敬遠されることが多かった。また、設定変更でもストックが消滅する。なお、ビッグ成立ゲームでは1/2で「遅れ」が生じるので、遅れがあればストックがあることが確認できる。

### ストック判別打法
レギュラーボーナス成立時、1枚がけ逆押しで「島唄・7・島唄」絵柄を狙うことで「ビッグストックの有無」が判別できた。

### BIG強制打法
特定のリール絵柄を目押しすれば、レギュラーボーナス放出のリール制御が選択されているときに揃えずに、ビッグボーナス放出のリール制御が選択されているときに揃えるという打法が発覚した。（筐体によってできる・できない、1/4-1/12コマ目押しが必要との諸説がある）

## ボーナス放出確率
| 設定 | BIG確率 | REG確率 | 合成確率 | 出玉率 |
| ---- | ------- | ------- | -------- | ------ |
| 1    | 1/298   | 1/252   | 1/136.5  | 95.9%  |
| 2    | 1/280   | 1/234   | 1/127.5  | 99.2%  |
| 3    | 1/262   | 1/218   | 1/119.0  | 103.0% |
| 4    | 1/250   | 1/205   | 1/112.6  | 106.1% |
| 5    | 1/242   | 1/187   | 1/105.5  | 109.6% |
| 6    | 1/238   | 1/169   | 1/98.8   | 114.0% |

※各数値はメーカー発表値。

## 後継機
なお、このシステムを継承した沖スロがニュー島唄30である。
また、その後のオリンピア・平和グループの沖スロやパチンコの南国育ちなど大きな影響を及ぼした。
- S BIG島唄30[2]